# C-31B
La  C-31b  és una carretera que connecta el Nord de Salou amb la  N-340  a l'alçada del barri de Torreforta, Tarragona. Pasa pel centre de Salou.

## Pobles i Enllaços

### Pobles
- Salou
- Torreforta (Tarragona)

###### Entreteniment
- Port Aventura

### Enllaços
| TV-3148 | TV-3148 | Vila-Seca Salou | Vila-Seca Salou |
|         |         |                 |                 |
|         |         |                 |                 |

| Rotonda Salou Nord         | Rotonda Salou Nord                   |
| -------------------------- | ------------------------------------ |
| T-325 Vilafortuny Cambrils | C-14 Vila-Seca Reus AP-7             |
| T-325 Vilafortuny Cambrils |                                      |
| Salou                      | C-31b Salou (Plaça Europa) Tarragona |

| Rotonda Carrer de Barcelona | Rotonda Carrer de Barcelona                     | Rotonda Carrer de Barcelona |
| --------------------------- | ----------------------------------------------- | --------------------------- |
|                             | C-14 Vila-Seca Reus AP-7                        |                             |
|                             |                                                 | Camí de Salou               |
|                             |                                                 |                             |
|                             | C-31b Salou Centre Estació Salou-Port Aventura. |                             |

| Rotonda Passeig del 30 d'Octubre                            | Rotonda Passeig del 30 d'Octubre | Rotonda Passeig del 30 d'Octubre |
| ----------------------------------------------------------- | -------------------------------- | -------------------------------- |
| C-14 Vila-Seca Reus AP-7                                    |                                  |                                  |
| Salou Ajuntament Policia Local Centre Médic Palau d'Esports |                                  | Emprius 🅿                        |
| C-31b Estació Salou-Port Aventura                           |                                  |                                  |

| C-14 Vila-Seca Reus AP-7 Salou Ajuntament Policia Local Centre Médic Palau d'Esports Centre d'Atenció Primaria Teatre Auditori |                                                                 |                                                     |
| Salou Platges Font Lluminosa Vil.la Romana de Barenys                                                                          |                                                                 | Port Aventura Estació Salou-Port Aventura Vila-Seca |
| Salou Platges Font Lluminosa Vil.la Romana de Barenys                                                                          | C-31b Tarragona Cap Salou Masia Catalana Poliesportiu Cap Salou | Port Aventura Estació Salou-Port Aventura Vila-Seca |

| Rotonda Polígon Entrevíes | Rotonda Polígon Entrevíes | Rotonda Polígon Entrevíes |
| ------------------------- | ------------------------- | ------------------------- |
| C-31b Salou               |                           | C-31b Tarragona           |
| Complex Eductatiu         |                           |                           |

| Rotonda Torreforta (Tarragona) | Rotonda Torreforta (Tarragona) | Rotonda Torreforta (Tarragona) |
| ------------------------------ | ------------------------------ | ------------------------------ |
| N-340 Vila-Seca                | Torreforta                     | N-340 Tarragona                |
| N-340 Vila-Seca                |                                | N-340 Tarragona                |
| N-340 Vila-Seca                | C-31b Salou                    | N-340 Tarragona                |